# Міста повітового підпорядкування Республіки Китай
Міста повітового підпорядкування Республіки Китай (кит. трад.: 縣轄市; піньїнь: xiànxiáshì) — адміністративні одиниці III рівня. Наразі існує 14 міст повітового підпорядкування. Населення такіх міст перевищує 100 000 осіб (але не досягло позначки 500 000) і значимість яких як важливих політико-економічних центрів країни визнана урядом.

## Список міст
| Місто    | Назва  | Засновано  | Населення (Гру. 2014) |
| -------- | ------ | ---------- | --------------------- |
| Чжанхуа  | 彰化市 | 1951-12-01 | 234 721               |
| Піндун   | 屏東市 | 1951-12-01 | 203 866               |
| Чжубей   | 竹北市 | 1988-10-31 | 175 242               |
| Юаньлінь | 員林市 | 2015-08-08 | 124 725               |
| Доулю    | 斗六市 | 1981-12-25 | 108 098               |
| Тайдун   | 臺東市 | 1976-01-01 | 106 929               |
| Хуалянь  | 花蓮市 | 1946-01-16 | 106 368               |
| Тоуфень  | 頭份市 | 2015-10-05 | 102 654               |
| Наньтоу  | 南投市 | 1981-12-25 | 102 314               |
| Їлань    | 宜蘭市 | 1946-01-16 | 95 885                |
| Мяолі    | 苗栗市 | 1981-12-25 | 90 963                |
| Магун    | 馬公市 | 1981-12-25 | 60 335                |
| Пуцзи    | 朴子市 | 1992-09-10 | 43 250                |
| Тайбао   | 太保市 | 1991-07-01 | 37 038                |